# Ядвига (дочь Ягайло)
Ядви́га (8 апреля 1408 — 8 декабря 1431) — принцесса польская из династии Ягеллонов.

## Биография
Дочь Владислава II Ягайлы и его второй жены Анны Цельской. В 1413 году на съезде в Едлине ввиду отсутствия у короля Владислава сыновей, была официально признана наследницей польского престола.
С 1419 года посватана с князем слупским Богуславом IX из дома Гриффинов и в то же время, ввиду нерешительности померанцев, с Фридрихом, сыном курфюрста Бранденбурга Фридриха I фон Гогенцоллерна.
В апреле 1421 года между Польшей и Бранденбургом был заключён договор, согласно которому Ядвига станет женой Фридриха по достижении им совершеннолетия (в 1427 году). Кроме того, Фридрих должен был как можно скорее прибыть в Польшу для знакомства с польским языком и обычаями. 12 апреля 1422 года молодой жених Ядвиги прибыл в Польшу. В связи с такими активными действиями бранденбургской стороны, снова активизировались сторонники князя слупского в лице короля Германии, Венгрии и Чехии Сигизмунда Люксембургского и короля Норвегии, Швеции и Дании Эрика Померанского. Они оба приняли участие в торжественной коронации четвёртой жены Ягайлы Софьи Гольшанской в 1422 году.
После рождения Софьей наследника, Ягайло не спешил сделать окончательный выбор мужа Ядвиги. Руки Ядвиги для своего сына добивался и король Кипра Янус, но его усилия не увенчались успехом, так как около 1430 года Ядвига заболела, а 8 декабря 1431 года внезапно умерла.
В её отравлении обвиняли мачеху — королеву Софью. Дело дошло до принесения очистительной клятвы, однако сведения Яна Длугоша столь туманны, что не известно, клялась ли больная Ядвига, что не была отравлена, или Софья, что не причастна к отравлению. Между тем, Ядвига всегда отличалась слабым здоровьем и могла умереть от чего угодно.